# Гаварда
Гаварда, Габарда (валенс. Gavarda (офіційна назва), ісп. Gabarda) — муніципалітет в Іспанії, у складі автономної спільноти Валенсія, у провінції Валенсія. Населення — 1154 особи (2010).

## Географія
Муніципалітет розташований на відстані близько 310 км на південний схід від Мадрида, 44 км на південь від Валенсії.

## Демографія
Динаміка населення (INE ):

## Галерея зображень

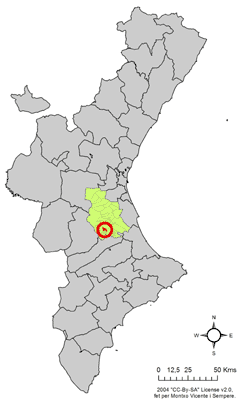
Розташування муніципалітету у автономній спільноті Валенсія
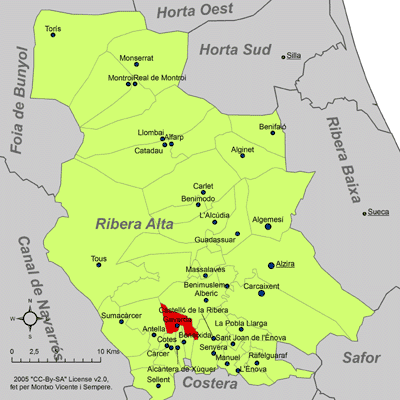
Розташування муніципалітету Гаварда у комарці Рібера-Альта
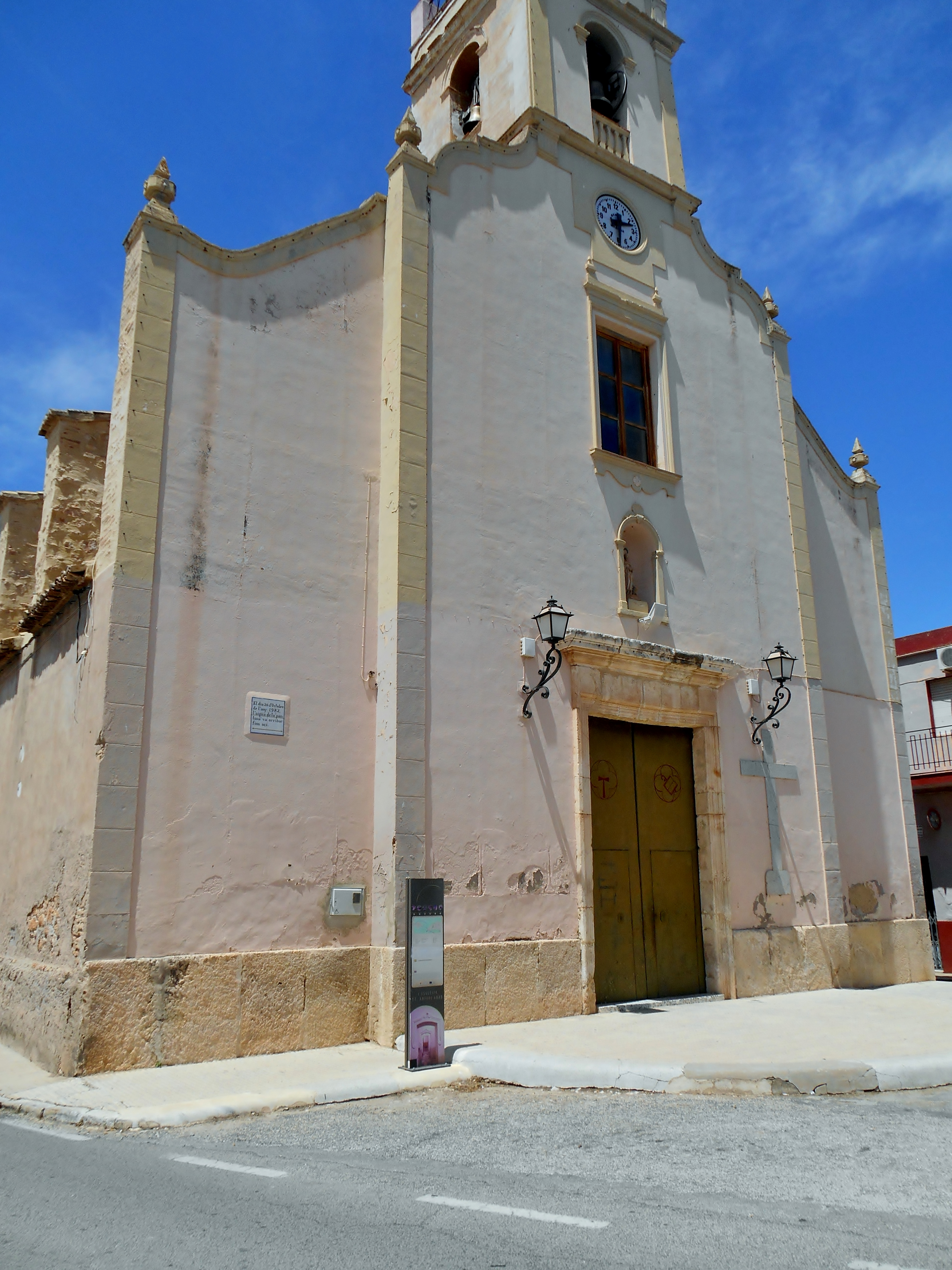
Парафіяльна церква